# François Français
Joseph François Français (* 7. April 1768 in Saverne, Département Bas-Rhin; † 30. Oktober 1810 in Mainz, damals Hauptort des Département du Mont-Tonnerre) war ein französischer Mathematiker, der auf dem Gebiet der Differentialrechnung arbeitete. Er hat dazu beigetragen, die Arbeit von Jean-Robert Argand zu den komplexen Zahlen zu veröffentlichen.

## Biographie

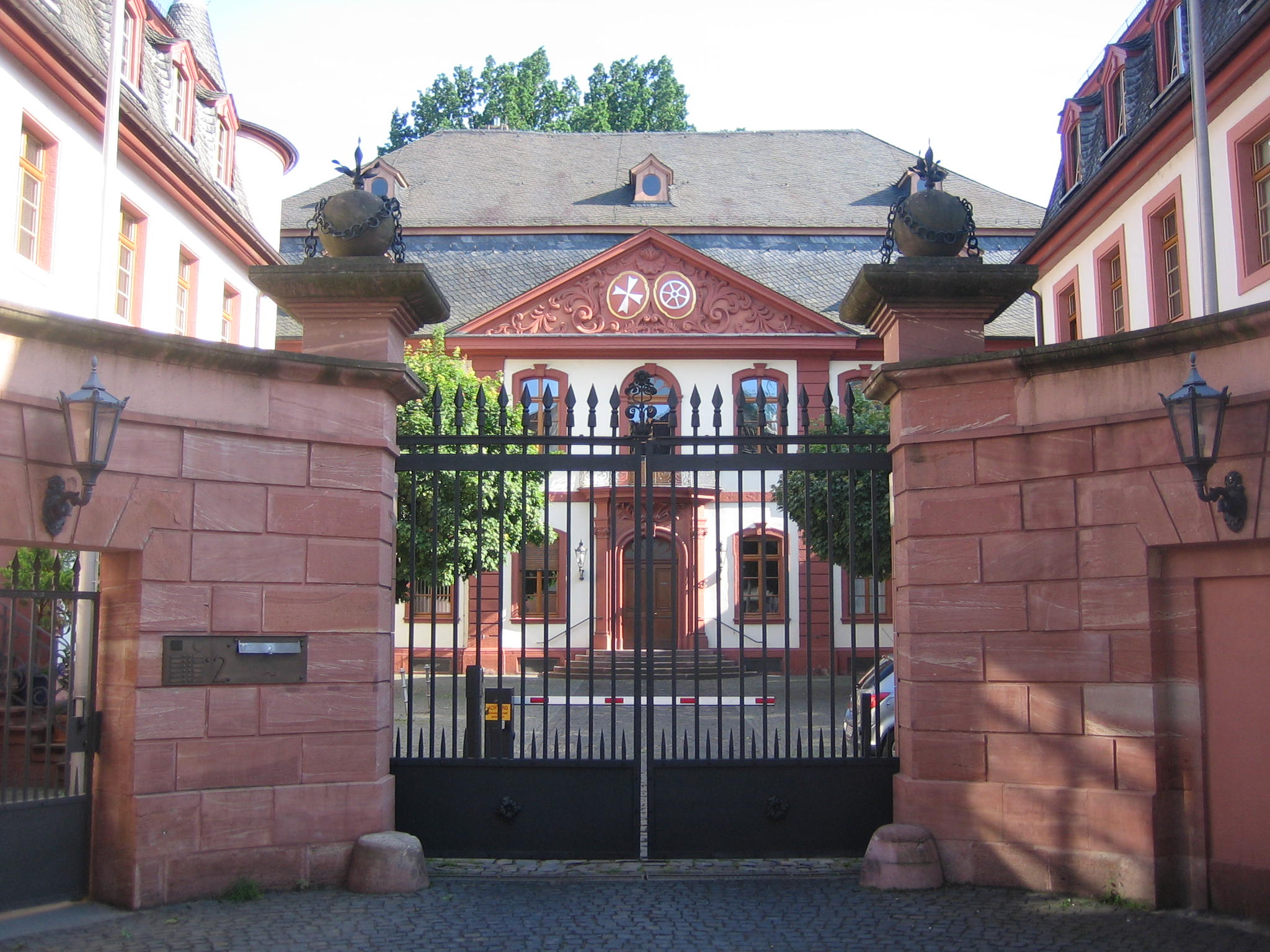
Johanniterkommende Mainz
Kettenbehangene Kugelbomben, aus denen Flammen schlagen, befinden sich als Allegorie für die französische Artillerieschule am Eingangstor.

Nach dem Abschluss seines Studiums wurde er im Jahr 1791 Professor an der Hochschule (collège) von Colmar und im Folgejahr 1792 an der von Straßburg. Nach der Kriegserklärung von Frankreich an Österreich engagierte er sich beim Militär. Im Oktober 1797 wurde er Professor für Mathematik an der École centrale des Départements Haut-Rhin in Colmar. Im September 1803 hatte er eine Professur für Mathematik am „Lycée de Mayence“ in Mainz und später an der Artillerie-Schule von La Fère inne. Er kehrte dann nach Mainz zurück, wo er an der Artillerieschule in der ehemaligen Johanniter-Kommende Heiliggrab lehrte.
Seine Abhandlung von 1795 über partielle Differentialgleichungen, die er im Jahre 1797 der Akademie der Wissenschaften präsentierte, wurde nicht veröffentlicht, erregte aber die Aufmerksamkeit von Sylvestre Lacroix. Français arbeitete mit Louis François Antoine Arbogast zur Differentialrechnung und erbte dessen Aufzeichnungen nach dessen Tod. Im Jahr 1804 präsentierte er eine Schrift über das Thema, die aber nie veröffentlicht wurde.
Er pflegte zudem eine wissenschaftliche Korrespondenz mit Adrien-Marie Legendre, Joseph-Louis Lagrange, Sylvestre Lacroix und Jean-Baptiste Biot. Er erhielt von Legendre eine Schrift von Jean-Robert Argand zur geometrischen Interpretation der komplexen Zahlen (Arganddiagramm).
Am 30. Oktober 1810 verstarb er in Mayence, Hauptort des Canton de Mayence. Sein Bruder Jacques Frédéric Français (20. Juni 1775 – 9. März 1833) entdeckte und veröffentlichte nach seinem Tod seine vielfältigen Werke.

## Veröffentlichungen, Schriften
- Analise transcendante. Méthode de différentiation, indépendante du développement des fonctions en séries. In: Annales de mathématiques pures et appliquées. Band 2, 1811/1812, S. 325–331, (numdam.org).
- Memoire sur le mouvement de rotation d’un corps solide libre, autour de son centre de masse. Courcier, Paris 1813, (babel.hathitrust.org Digitalisat).

## Bibliographie
- René Taton Français, François (Joseph). In: Dictionary of Scientific Biography. Band 5: Emil Fischer – Gottlieb Haberlandt. Charles Scribner’s Sons, New York 1972, S. 110–112 (Textarchiv – Internet Archive – Leseprobe).